# Euproctis parallela
Euproctis parallela är en fjärilsart som beskrevs av Holland 1893. Euproctis parallela ingår i släktet Euproctis och familjen tofsspinnare. Inga underarter finns listade i Catalogue of Life.